# Breaking and Entering
Breaking and Entering är en brittisk-amerikansk dramafilm från 2006. Filmen är regisserad av Anthony Minghella, som även skrivit manus.

## Handling
Arkitekten Will bor sedan 10 år ihop med Liv, som har en autistisk dotter. Hans kontor hemsöks av en inbrottstjuv som stjäl datorer. En natt spanar Will på inbrottjuven och följer efter honom hem. Nästa dag återvänder Will till tjuvens bostad och möter tjuvens mor, den vackra Amira. Will blir förälskad i Amira.

## Om filmen
Breaking and Entering regisserades av Anthony Minghella, som även skrivit filmens manus. Minghella producerade också filmen tillsammans med bland andra Sydney Pollack och Tim Bricknell. Filmen hade svensk premiär den 19 januari 2007.

## Rollista (i urval)
- Jude Law – Will Francis
- Robin Wright – Liv
- Rafi Gavron – Mirza 'Miro' Simic
- Juliette Binoche – Amira, Miros mor
- Martin Freeman – Sandy Hoffman
- Ed Westwick – Zoran
- Poppy Rogers – Bea, Livs dotter
- Juliet Stevenson – Rosemary
- Ray Winstone – Bruno
- Vera Farmiga – Oana